# Нікольське (Буздяцький район)
Ні́кольське (рос. Никольское, башк. Никольский) — село у складі Буздяцького району Башкортостану, Росія. Входить до складу Гафурійської сільської ради.
Населення — 270 осіб (2010; 318 у 2002).
Національний склад:
- росіяни — 62 %